# ميخائيل شيلدز
ميخائيل شيلدز (بالإنجليزية: Michael Shields)‏ هو لاعب كرة قدم أسترالية أيرلندي، ولد في 8 أغسطس 1986 في كورك في جمهورية أيرلندا.